# 敢忍国
敢 忍国（あえ の おしくに、生没年不詳）は、奈良時代の豪族。氏姓は敢磯部（無姓）のち敢臣。官位は外正五位下・志摩守。

## 経歴
伊勢国多気郡の人。称徳朝の天平神護3年（767年）銭100万・絹500疋・稲1万束を朝廷に献上したため、外正七位上から十一階昇進して外正五位下に叙せられる。翌神護景雲2年（768年）地方豪族としては異例の国守である志摩守に任ぜられた。
光仁朝の宝亀6年（775年）敢磯部（無姓）から敢臣に改姓している。
敢磯部は阿閉氏（敢氏）を伴造とするその配下の部民。磯部は伊勢部とも記され、度会氏・磯部氏の管掌下で海産物を貢納した漁労民。志摩守への任官や敢臣への改姓は、経済的に実力に加えて敢氏の配下で海産物の貢納を行っていた磯部の職掌に因んだ物とも考えられる。

## 官歴
『続日本紀』による。
- 時期不詳：外正七位上
- 天平神護3年（767年） 4月14日：外正五位下
- 神護景雲2年（768年） 2月18日：志摩守
- 宝亀6年（775年） 5月1日：敢磯部（無姓）から敢臣に改姓